# Institutet för rymdfysik

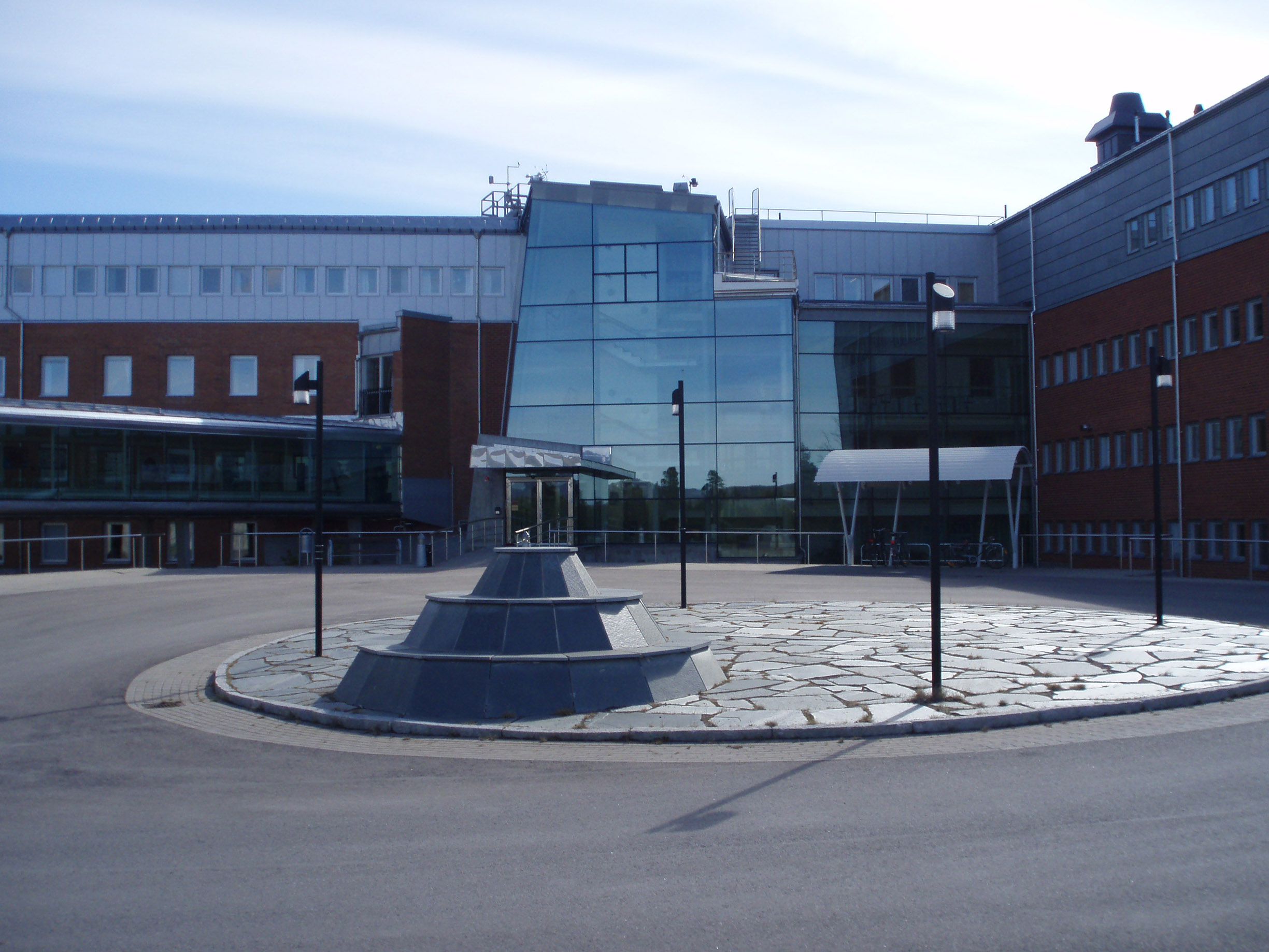
Ingång till Institutet för rymdfysik i Kiruna.

Institutet för rymdfysik (IRF) är ett statligt svenskt forskningsinstitut under Utbildningsdepartementet. Huvudkontoret ligger i Kiruna och verksamhet finns också i Umeå, Uppsala och Lund. Institutet utför avancerad forskning avseende plasmaegenskaper i rymden och jordens närhet. Rymdväder, norrsken, jonosfären samt magnetosfären kring jorden och andra himlakroppar hör till institutets specialområden. Forskare och ingenjörer vid institutet utvecklar, bygger och styr vetenskapliga instrument på marken, ombord på höghöjdsballonger, sondraketer och rymdsonder. 

## Organisatorisk historik
Institutet grundades 1957 av Kungliga Vetenskapsakademien under namnet Kiruna Geofysiska Observatorium (KGO). Det blev en statlig myndighet 1973 med namnet Kiruna Geofysiska Institut (KGI).
Verksamheten i Uppsala startade 1952 som Uppsala jonosfärobservatorium inom FOA och överfördes till Kiruna Geofysiska Institut 1976. Verksamheten i Lund började 1996. Till IRF hör också Lycksele jonosfärobservatorium som överfördes 1970. Mätverksamheten i Lycksele startade 1957 i FOA:s regi. På Jämtön i Norrbotten har IRF en mätstation för infraljud.

## Forskningsverksamhet

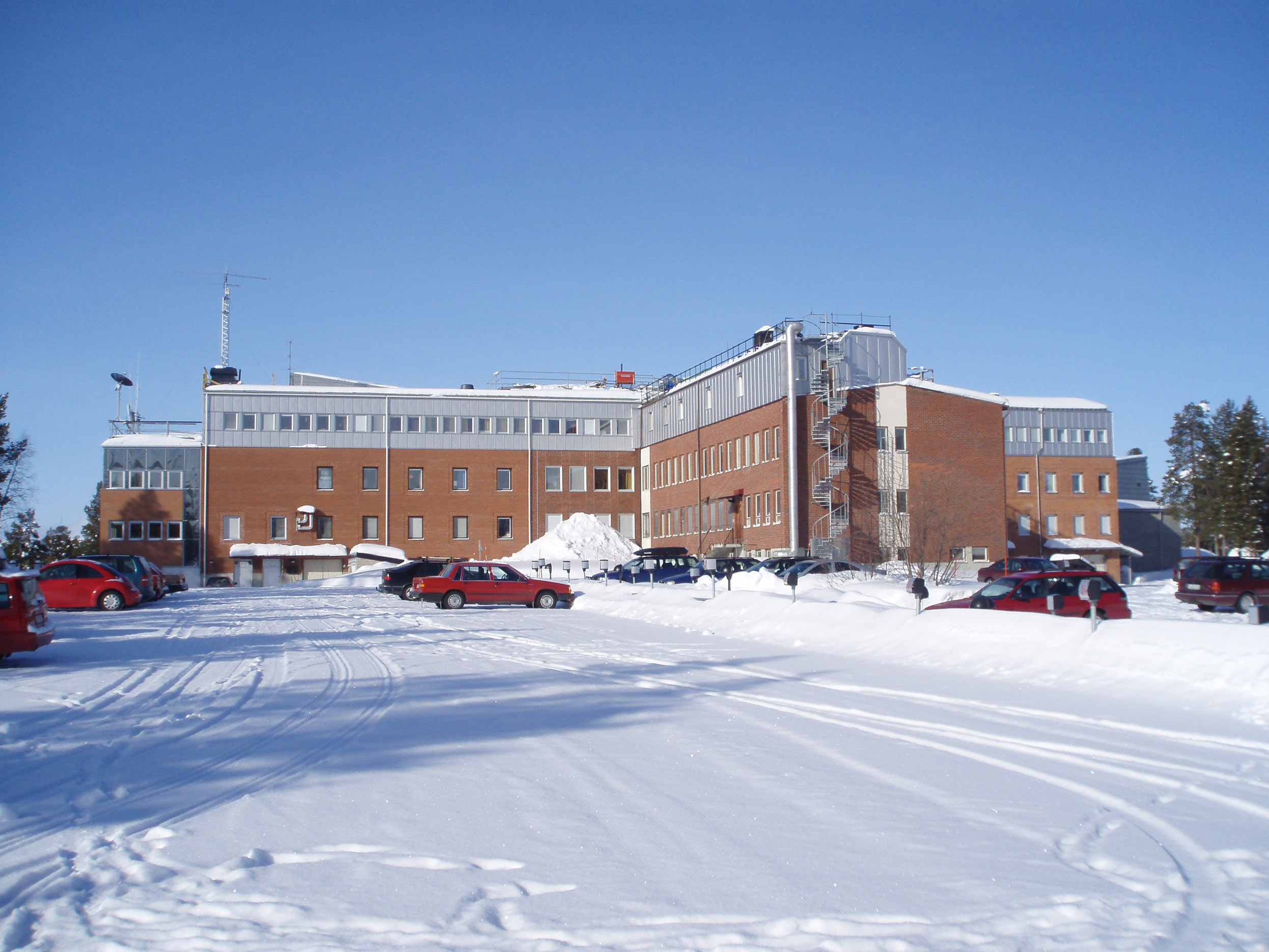
Institutet för rymdfysik och Kiruna Rymdcampus

### Instrument i rymden

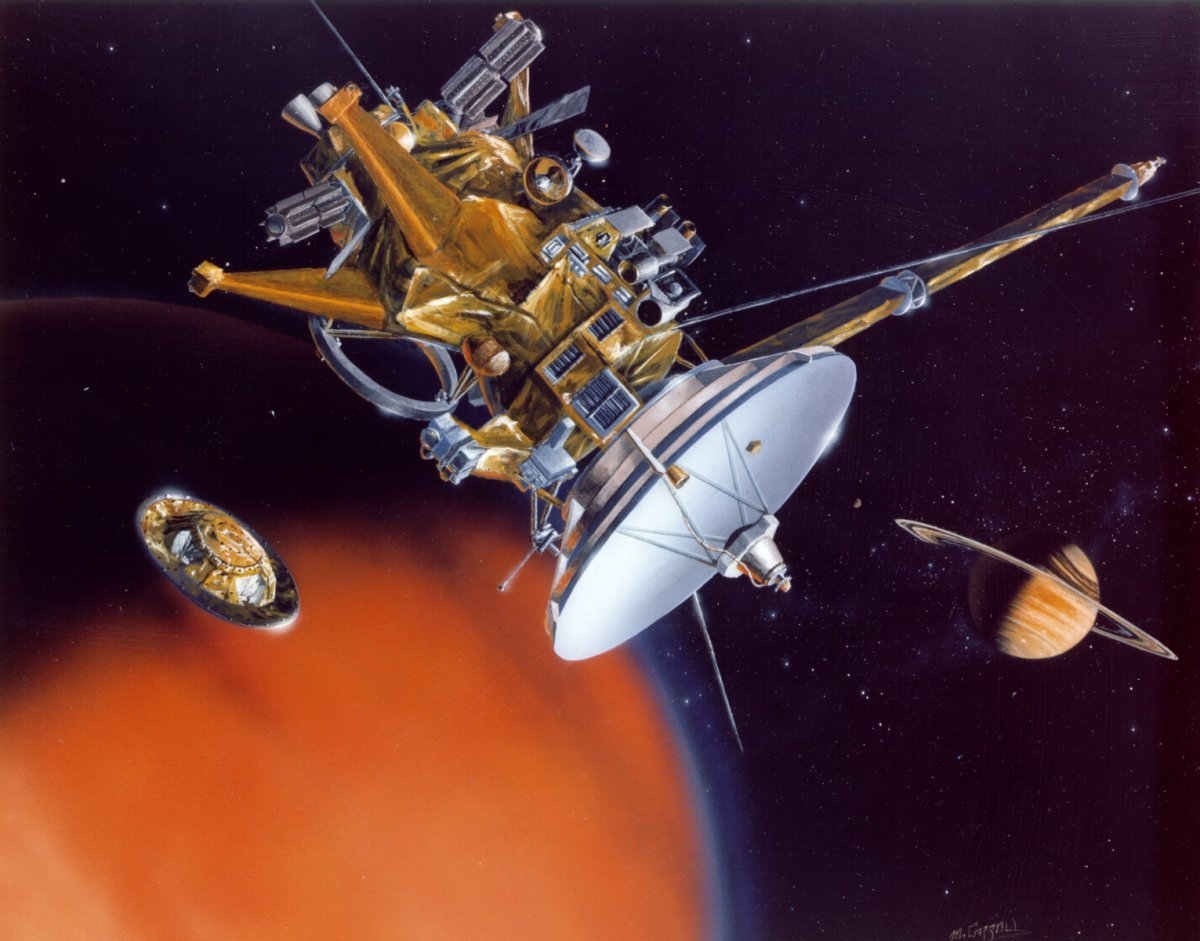
IRF flyger mätinstrument bland annat på Cassini, nu i bana runt Saturnus. Sensorn till IRF:s instrument, en Langmuirprob, syns i denna bild som en liten pinne med en kula i änden nederst till vänster på rymdfarkosten, alldeles till vänster om den stora parabolantennen.

IRF deltar i flera stora internationella samarbetsprojekt där såväl satelliter som markbaserad utrustning används. I både Kiruna och Uppsala bygger IRF instrument som flygs på satelliter och rymdsonder. För närvarande analyseras data från sådana instrument som hjälper oss att bättre förstå plasmafysikaliska processer i solvinden samt kring kometer och planeter. De mycket framgångsrika svenska satelliterna Viking och Freja, med IRF-instrument ombord, har ökat våra kunskaper om norrskensprocesser i jordens magnetosfär. IRF hade instrument på de svenska mikrosatelliterna Astrid 1 och 2 (1995 och 1998), och IRF:s egen nanosatellit Munin (sex kilogram) sändes upp november 2000.
Några av de satelliter och rymdsonder som IRF har instrument med på:
- Cluster (2000) är ett ESA-projekt med fyra satelliter för studier av jordens magnetosfär.
- Swarm (2013) är ett ESA-projekt med tre satelliter för studier av jordens magnetfält.

- Mars Express (2003) är en ESA-rymdfarkost för studier av planeten Mars.
- BepiColombo (uppsändning 2018) är en JAXA/ESA-mission till Merkurius.
- Solar Orbiter (uppsändning 2020) är en ESA- rymdsond för studier av solen och solvinden på nära håll.
- JUICE (JUpiter ICy moons Explorer, uppsänd 2023[3]) är en ESA-mission till Jupiter och dess isiga månar.

Några av de satelliter och rymdsonder som IRF har haft instrument med på:
- Cassini–Huygens (uppsänd 1997) är ett NASA/ESA-projekt till Saturnus och en av dess månar, Titan.
- Rosetta (2004) är ett av ESA:s "hörnstensprojekt" som har studerat en komet sedan 2014. Missionen avslutas september 2016.
- Venus Express (2005) är ett ESA-projekt för studier av planeten Venus. Missionen avslutades december 2014.
- Chandrayaan-1 (2008) är en indisk rymdsond till månen. Missionen avslutades 2009.

Samlingssida om IRF i rymden 1968 →

### Norrskensforskning från marken

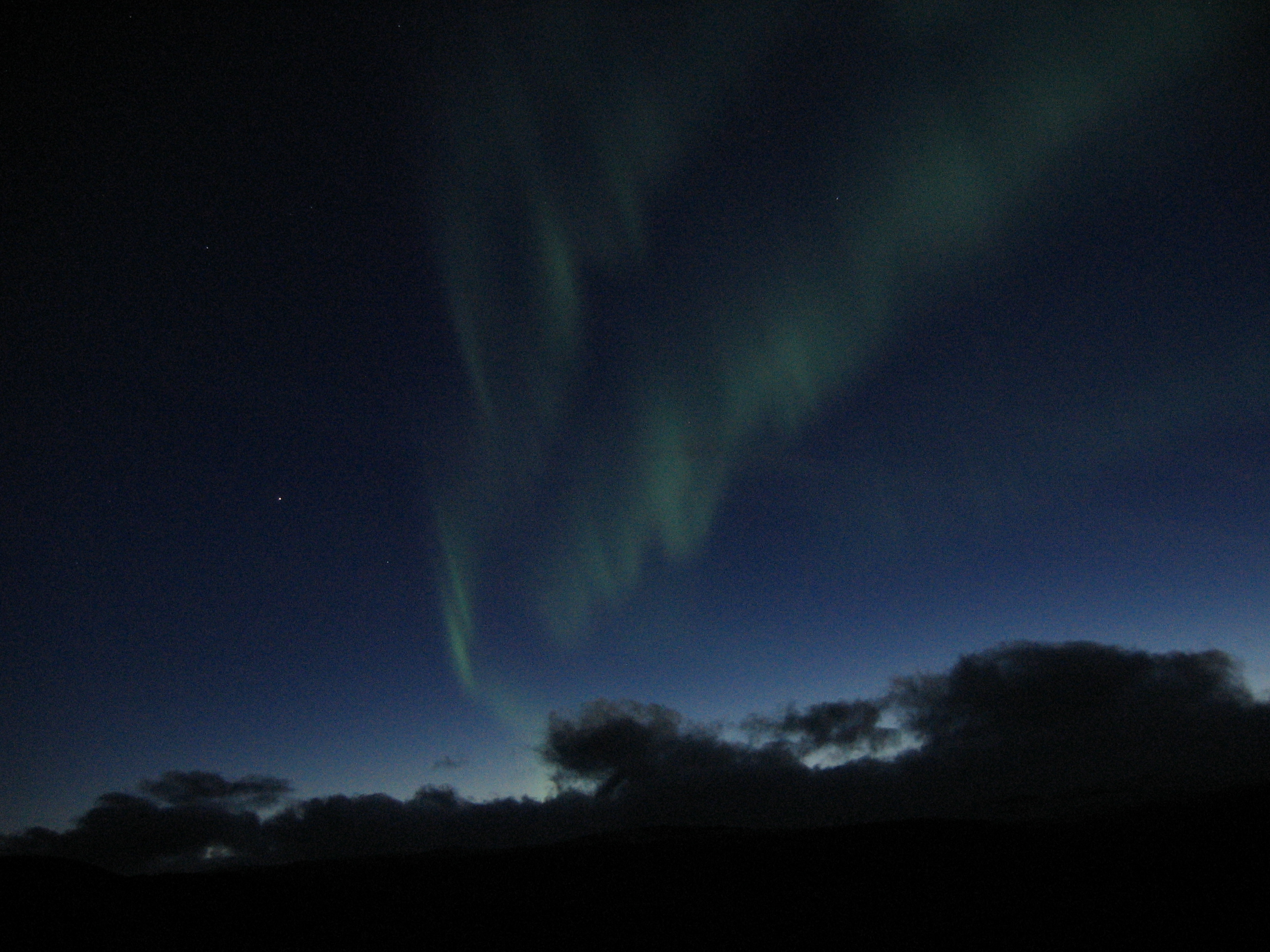
Norrsken över Abisko.

Experiment utförs med forskningsradar, såsom EISCAT med sändare i Tromsø och på Svalbard, och tre mottagare, varav en i Kiruna. Dessa används bland annat för att studera de processer som ger upphov till norrsken. Norrskenets tre-dimensionella fördelning studeras med ALIS (Auroral Large Imaging System) ett avbildande multi-stationssystem som använder tomografiska rekonstruktionsmetoder, AI-metoder och avancerad IT. Systemet består av sex stationer med avancerade CCD-kameror samt ett kontrollcentrum.
Om mätsystemet ALIS_4D

### Observatoriemätningar
Kontinuerliga mätningar görs vid IRF av: 
- jordmagnetiska fältet
- norrsken
- kosmiskt radiobrus
- jonosfärens egenskaper

### Atmosfärsforskning vid IRF

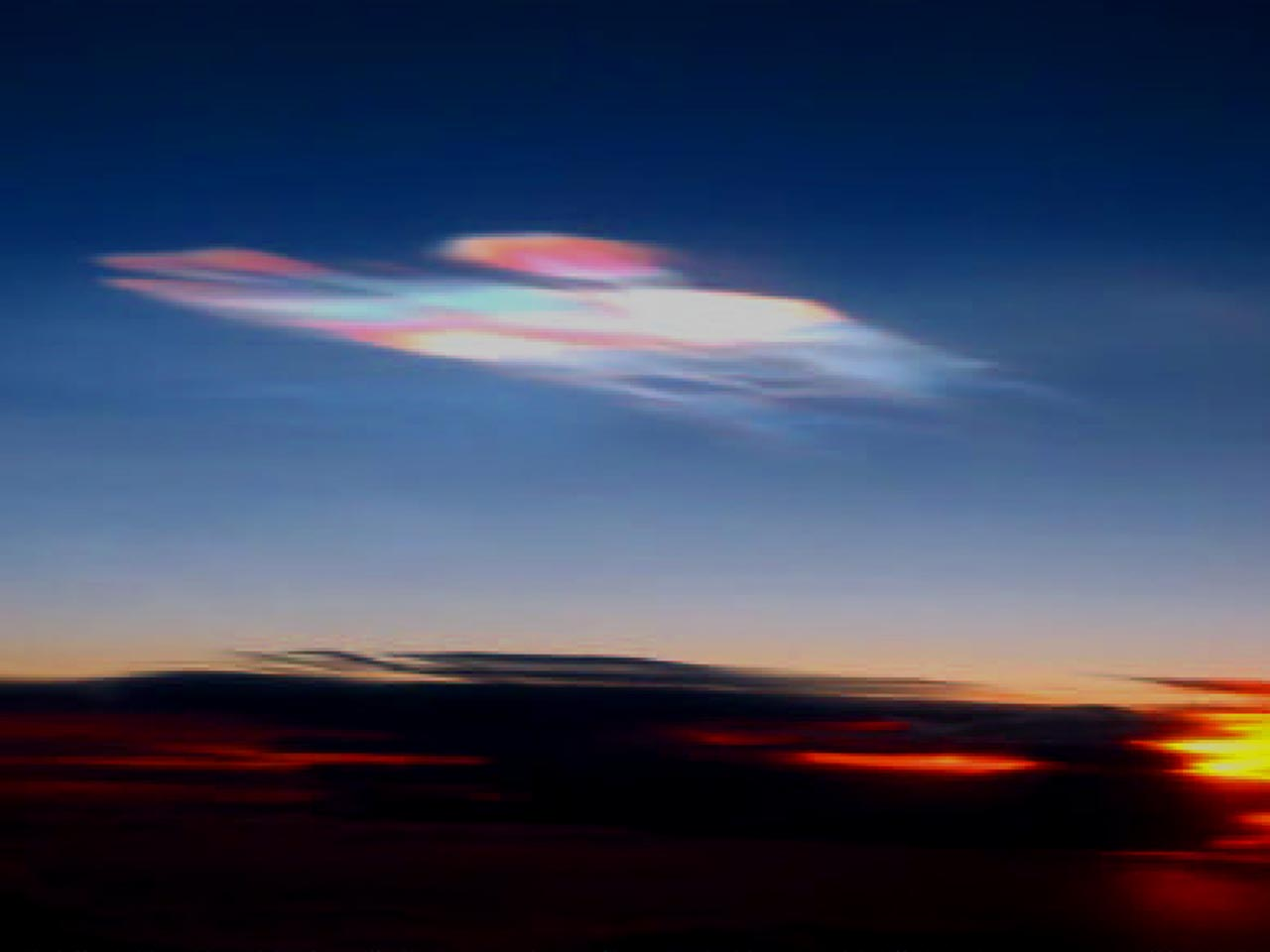
Pärlemormoln i stratosfären.

Atmosfärsforskningen är inriktad på studier av:
- ozon i meso- och stratosfären
- strato- och mesosfäriska moln
- strato- och mesosfäriska vindar kopplingen mellan olika atmosfärsregioner (till exempel transport av ämnen mellan troposfären och stratosfären)
- utbredning av mekaniska vågor.

Radar, optiska mätmetoder, sondraketer och ballonger används för att studera atmosfären. 
Kontinuerliga mätningar görs av:
- atmosfäriska spårgaser (ozon)
- atmosfäriska vindar
- infraljud

## Testanläggningen IRF SpaceLab
Testanläggningen IRF SpaceLab i Kiruna erbjuder industri och forskargrupper en omfattande möjlighet att testa och kvalificera rymdrelaterad hårdvara för satelliter, raketer, ballonger och markbaserad teknik. IRF har utvecklat instrument för satelliter, raketer och ballonger sedan 60- talet och har all nödvändig utrustning och expertis för att kunna simulera den hårda miljö som olika instrument står inför. 
IRF SpaceLab

## IRF:s föreståndare
- 1957–1994 Bengt Hultqvist
- 1994–2003 Rickard Lundin
- 2003–2015 Lars Eliasson
- 2015–2021     Stas Barabash
- 2021- Olle Norberg